# L'Homme à la lèvre tordue
L'Homme à la lèvre tordue, aussi traduite L’Homme à la lèvre retroussée (The Man with the Twisted Lip en version originale anglaise), est l'une des cinquante-six nouvelles d'Arthur Conan Doyle mettant en scène le détective Sherlock Holmes. Elle est parue pour la première fois dans la revue britannique Strand Magazine en décembre 1891, avant d'être regroupée avec onze autres nouvelles dans le recueil Les Aventures de Sherlock Holmes (The Adventures of Sherlock Holmes). Doyle la classa à la seizième place dans sa liste de ses dix-neuf nouvelles préférées.

## Résumé

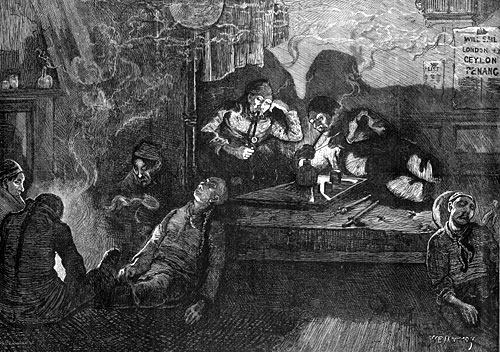
Fumeurs d'opium dans l'East End londonien, en 1874. C'est dans une fumerie d'opium que Watson trouve Holmes au début de l'aventure.

En 1890 ,le docteur Watson est appelé tard dans la nuit par Mme Whitney, une amie de sa femme. Son mari a disparu depuis plusieurs jours et, comme il est opiomane, elle est sûre qu'il a été se droguer dans une dangereuse fumerie d'opium de l'East End de Londres.
Folle d'inquiétude, elle se rend chez le docteur Watson afin qu'il l'aide à le retrouver. Le médecin s'exécute et, à son grand étonnement, croise son ami Sherlock Holmes, déguisé en vieil homme, à la recherche d'informations au sujet d'un nouveau cas.
La disparition de M. Neville Saint-Clair, homme d'affaires respectable et ponctuel, est d'autant plus mystérieuse que Mme Saint-Clair est tout à fait sûre de l'avoir vu à la fenêtre du second étage d'une fumerie d'opium de l'Upper Swandam Lane, près des quais. Il s'éloigna immédiatement de la fenêtre, et Mme Saint-Clair fut convaincue que quelque chose n'allait pas.
Naturellement, elle tente de pénétrer dans le bâtiment, mais en est empêchée par le propriétaire de la fumerie d'opium. Elle contacte alors la police, mais les agents ne parviennent pas à trouver M. Saint-Clair. La pièce où elle avait aperçu son mari n'était occupée que par un mendiant défiguré, hideux et repoussant, bien connu de la police sous le nom de Hugh Boone. 
Les policiers étaient sur le point d'indiquer dans leur rapport qu'il s'agissait d'une erreur quand Mme Saint-Clair repére et identifie une boîte contenant des cubes de bois que son mari avait promis de rapporter à leur fils. Une fouille plus approfondie permet de trouver une partie des vêtements de son mari.
Plus tard, son manteau, avec les poches pleines de pennies et demi-pennies, est retrouvé dans la Tamise juste en dessous du bâtiment. Le mendiant est arrêté et enfermé au poste de police, et Holmes est d'abord tout à fait convaincu que M. Saint-Clair est une malheureuse victime assassinée. Mais plusieurs jours après la disparition de M. Saint-Clair, sa femme reçoit une lettre écrite de sa main. L'arrivée de cette lettre oblige Holmes à reconsidérer ses conclusions.
Il se rend au poste de police et, muni d'une éponge, lave le visage encore sale de Boone, révélant le visage de Neville Saint-Clair. M. Saint-Clair passe alors aux aveux, expliquant qu'il a mené une double vie. Dans sa jeunesse, il avait été acteur avant de devenir journaliste. Pour les besoins d'un article, il s'était déguisé en mendiant pour une courte période, au cours de laquelle il a obtenu une très grande quantité d'argent. Plus tard, pour payer une dette importante, il a recommencé à mendier gagnant rapidement de quoi rembourser sa dette. Peu à peu, il est ainsi devenu mendiant professionnel. Ses gains étaient suffisamment importants pour lui permettre de s'imposer comme gentilhomme campagnard et faire un mariage avantageux. Holmes s'engage à préserver le secret de Saint-Clair, aussi longtemps que l’on n'entendra plus parler de Hugh Boone.
L'histoire est unique parmi les histoires de Holmes car, lorsque le mystère est résolu, il s'avère qu'aucun crime n'a été commis. Par ailleurs, contrairement à d'autres histoires, Holmes n'explique pas comment il résout le mystère et laisse au lecteur le soin de le déduire.

## Adaptations filmées
- 1986 : Épisode du Retour de Sherlock Holmes (série télévisée)

## Livre audio en français
- Arthur Conan Doyle, L'Homme à la lèvre tordue [« The Man With the Twisted Lip »], Paris, La Compagnie du Savoir, coll. « Les enquêtes de Sherlock Holmes », 2011 (EAN 3661585198642, BNF 42478164)Narrateur : Cyril Deguillen ; support : 1 disque compact audio ; durée : 1 h 3 min environ ; référence éditeur : La Compagnie du Savoir CDS066. Le nom du traducteur n'est pas indiqué.